# 我来了
《我来了》是1958年诞生的中国陕西安康民歌。

## 原文
天上没有玉皇，

地上没有龙王，

我就是玉皇！

我就是龙王！

喝令三山五岳开道，

我来了!

## 历史
《我来了》由《安康报》报人于邦彦从安康民谣加工而成，首次发表于1958年2月19日的《安康报》。于邦彦文革时死于狱中。
1958年3月，毛泽东在成都会议上提出搜集民歌，导致了“1958年新民歌运动”。新民歌运动中最著名的民歌选集是由郭沫若、周扬主编的《红旗歌谣》，收集了300首民歌，将《我来了》作为压卷之作。中国雕塑家刘士铭受《我来了》启发，创作了雕塑《劈山引水》。劫夫为《我来了》谱曲。

## 评论
周扬：“在不少的新民歌里，就突出地表现了工人阶级和劳动人民改造世界、征服自然的雄伟决心。”“这个‘我’自然不是‘小我’而是‘大我’，是集体农民的总称，所以才有那样巨大的不可抗拒的力量。”
邓拓：“大家都知道，现在我们的人民群众再也不会迷信玉皇上帝，再也不会去向老天爷祈求丰年了。我们的人民群众用自己宏亮的声音，到处唱出了这样的新歌谣”。
张炯主编《中国当代文学史》认为，《我来了》虽曾被批为“浮夸风”主导的“大跃进”民歌，但实事求是地看，它并非歌颂“浮夸风”，而是展现了劳动者的英雄气概与理想。作品中的“我”代表着强大的劳动集体，表达了人民群众不信神仙、依靠自身改造山河的豪迈精神。
王新民：“在这一类作品中，即使一向被人称道的《我来了》这样的诗，它一方面反映了人民群众要做自然主人的迫切愿望和坚强信念。表现人民群众征服自然的豪情和干劲，但诗中又流露出对困难估计不足。过分强调人的主观能动作用，实际上是在宣扬人可轻而易举地把愿望变成现实。这既助长了浮夸风的发展，又开创了超现实的人物形象的先河。”
张枣：“透着乌托邦的迷狂，这里的‘我’被塑造成了一种无所不能的超人形象，时间、自然法则和命运全都奈他不得。但这个‘我’也失掉了他的独特性，充当了集体形象的化身。这样的一种诗学，所带来的看待自己和现实的眼光都是假的，这种眼光，终将导致悲剧发生。甚至就连这首诗和这个“我”的诞生本身都是集体造假的结果：开头的两句是哪个农民开垦荒地的时候随便哼哼的，被某个到乡下收集民歌的诗人无意间听到了，添上了后面两句，就把整首诗投给了一家报社。而报社编辑又做了一番“润色”，增加了最末两句（参见赵毅衡《村里的郭沫若：读《红旗歌谣》，《今天》1992年第2期）。“大跃进’最流行的一首民歌就这样诞生了。”